# Dasybasis banksiensis
Dasybasis banksiensis är en tvåvingeart som först beskrevs av Ferguson och Hill 1922.  Dasybasis banksiensis ingår i släktet Dasybasis och familjen bromsar. Inga underarter finns listade i Catalogue of Life.